# Cammino di Sant'Antonio
Il cammino di Sant'Antonio è un itinerario a piedi realizzato dai frati minori conventuali della Basilica di sant'Antonio di Padova, e da numerosi volontari, che collega i principali luoghi italiani di accertata presenza di Sant'Antonio di Padova. Il cammino si estende dai santuari Antoniani di Camposampiero in Veneto attraverso la Basilica di Sant'Antonio di Padova fino al Santuario della Verna in Toscana attraversando l'Emilia-Romagna e gli Appennini in 22 tappe e 430 km.

## Percorso
Il cammino nasce dal tragitto compiuto nel giugno del 1231 da Sant'Antonio, che si sentiva prossimo alla morte, su un carro trainato da buoi per essere portato al suo convento in Padova. Il cammino è stato ripercorso in forma di pellegrinaggio dai fedeli seguendo la strada carrabile. In seguito alla motorizzazione e all'aumento del traffico automobilistico, il percorso era diventato troppo pericoloso: per questo motivo nel 1999 padre Alberto Tortelli, con l'aiuto di alcuni fedeli, decise di tracciare un percorso pedonale che collegasse i Santuari Antoniani di Camposampiero alla Basilica del Santo a Padova. Il cammino fu poi esteso, in accordo con i frati della Basilica del Santo, a sud, dapprima in direzione di Montepaolo e nel 2015 sino al Santuario della Verna.
Il percorso, fino a La Verna, comprende un numero di tappe variabile da 21 a 23. La prima parte del percorso (Camposampiero - Basilica del Santo a Padova, 24 km) è detta anche "Ultimo cammino" e coincide con la strada che sant'Antonio morente percorse, su un carro trainato da buoi, per il suo desiderio di morire in convento a Padova. 

La tratta successiva, di quasi 160 km fino a Bologna, è praticamente pianeggiante e si copre in 7-8 giorni.

Nella terza parte, da Bologna fino al Santuario della Verna, il dislivello è maggiore (11.000 metri complessivi) e il percorso prevede una serie continua di saliscendi. Il Cammino attraversa diversi parchi naturali e zone protette per un totale di 109 km.
Come in tutte le tradizioni di pellegrinaggio, anche per il Cammino di Sant'Antonio i frati rilasciano ai pellegrini in partenza una credenziale, sulla quale vanno apposti i timbri delle tappe visitate.
L'11 settembre 2019 è stata inaugurata la parte meridionale del cammino che ha come punto di inizio Capo Milazzo (luogo dove secondo la tradizione Sant'Antonio giunse naufrago), con un tratto simbolico in Calabria a San Marco Argentano (CS), località che vide il passaggio di Antonio.. Nell'anniversario degli 800 anni dal naufragio di Antonio in Sicilia, poi rimasto in Italia, si è inaugurato il progetto "Antonio 20-22"